# زروبابل

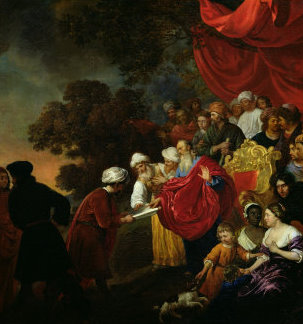
زروبابل نقشه اورشلیم را به کوروش بزرگ تقدیم می‌کند.

زروبابل (به عبری: זְרֻבָּבֶל)، حکمران منصوب شده هخامنشیان بر شهر یهودیه (Judah) و نوه یهویاکین، پادشاه یکی مانده به آخر پادشاهی یهودا بوده است. زروبابل، اولین گروه یهودی اسیر (۴۲۳۶۰ نفر) را به فرمان کوروش بزرگ برگردانید. تاریخ کلی آن، بین ۵۳۸ تا ۵۲۰ پ.م. دانسته می‌شود. زروبابل همچنین تجدید بنای معبد دوم در اورشلیم را خیلی زود، شروع کرد. 
در تمام گزارش‌ها در کتاب مقدس بابلی، آورده شده که او یک همیار (روحانی بلند مرتبه) داشته که با او برگشته است. این روحانی، جاشوآ، پسر یهوزَدَک (Jehozadak) بود. باهمدیگر، این دو مرد رهبری اولین موج از بازگشت یهودیان تبعیدی و تعمیر معبد را به عهده داشتند.